# 16:9
16:9 (eller 1,78:1) är ett bildformat som i dag är standard för TV-apparater och datorbildskärmar.
16:9 formatet började användas flitigt när TV-sändningar började produceras i detta format. Därefter har även datorskärmar gått över från mer kvadratiska format till 16:9.
16:9 är i sig en kompromiss mellan 4:3 och 1,85:1 för att inte vara för bred men ändå ha en bredbildskaraktär.
Efter en överenskommelse mellan TV3, TV4 och Kanal 5 visas all reklam på de olika kanalerna sedan 2008 i 16:9-format.